# Upsilon Andromedae e

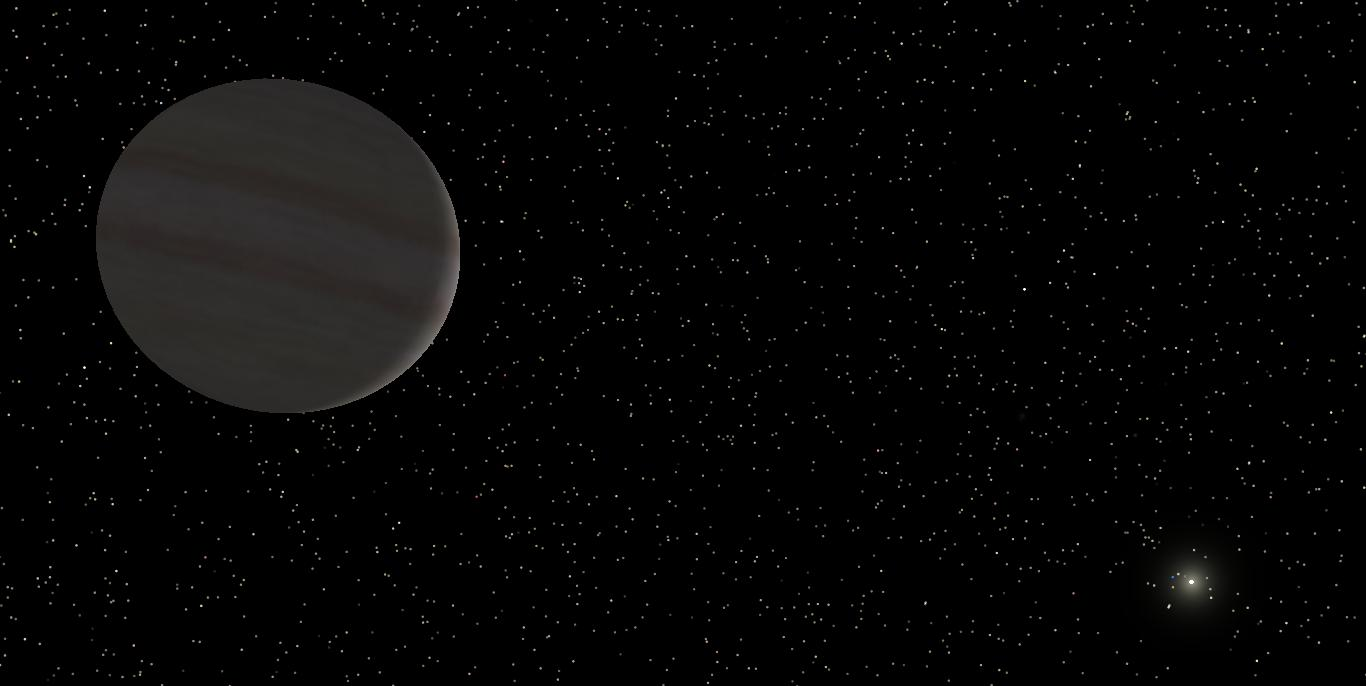
Impressão de artista de Upsilon Andromedae e

Upsilon Andromedae e é um exoplaneta situado a cerca de 44 anos-luz da Terra, na constelação de Andrômeda, a aproximadamente 10 graus da Galáxia de Andrômeda.

## Descobrimento
Foi descoberto pela equipe de cientistas composta por Salvador Curiel Ramírez, Jorge Cantó Illa, Leonid N. Georgiev, Carlos Chávez Pech e Arcadio Poveda Ricalde da Universidade Nacional Autônoma do México (UNAM). Foi descoberta por meio do método Algoritmo Genético Assexual (AGA).